# Полесье (оперативная группа)
Отдельная оперативная группа «Полесье» (пол. Samodzielna Grupa Operacyjna "Polesie") — оперативное соединение Войска Польского, участвовавшее в обороне Польши в начале Второй мировой войны.
Оперативная группа была создана в соответствии с приказами польского главного командования от 9 и 11 сентября 1939 года для прикрытия региона Полесья по рекам Мухавец — Припять и препятствованию окружения основной группировки польских войск с востока. Командиром группы был назначен бригадный генерал Францишек Клееберг. Группа формировалась на основе войск IX корпусного округа и отступивших в этих район разбитых польских частей.
Первыми боями группы явились оборона Бреста (14-16 сентября) и Кобрина (16-18 сентября). После советского вторжения 17 сентября войска Клееберга сосредоточились в Ковеле. Всего у него было около 20 тыс. человек: две пехотные дивизии (59-я и 60-я; последняя отличалась своей боеспособностью); кавалерийская бригада, два отдельных полка: уланский и коннострелковый. 22 сентября Клееберг принимает решение о выступлении на запад на помощь осаждённой Варшаве. 
27 сентября его войска переправились через Западный Буг. Но, испытывая недостаток в продовольствии и боеприпасах, Клееберг решил прежде двинуться в Демблин, где были крупные военные склады. 
Получив 1 октября известия о капитуляции Варшавы, он решил двигаться далее на запад в лесные массивы и начать партизанскую войну. 2 октября в районе Коцка он вступил в боевое соприкосновение с немецкими (13-я и 29-я моторизованные дивизии) и подходившими с востока советскими войсками. Хотя эти бои были в целом успешны для поляков, недостаток продовольствия и боеприпасов заставил их 5 октября капитулировать перед немцами.